# Діденкове
Діде́нкове — село в Україні, у Кам'янському районі Дніпропетровської області. Населення за переписом 2001 року становить 505 осіб. Входить до складу Верхньодніпровської міської громади.

## Географія
Село Гранове знаходиться біля джерел річки Саксагань, на відстані 0,5 км від сіл Калинівка, Дубове і Полівське. Поруч проходить залізниця, станція Гранове за 0,5 км.

## Населення

### Мова
Розподіл населення за рідною мовою за даними перепису 2001 року:
| Мова       | Кількість | Відсоток |
| ---------- | --------- | -------- |
| українська | 469       | 92.87%   |
| російська  | 34        | 6.73%    |
| білоруська | 1         | 0.20%    |
| вірменська | 1         | 0.20%    |
| Усього     | 505       | 100%     |